# Ironman (album de Ghostface Killah)
Albums de Ghostface Killah
Supreme Clientele
(2000)
Singles
1. All That I Got Is You
Sortie : 22 septembre 1996
2. Daytona 500
Sortie : 7 octobre 1996
3. Motherless Child
Sortie : 13 février 1997

Ironman est le premier album studio de Ghostface Killah, sorti le 29 octobre 1996.
L'album s'est classé 1er au Top R&B/Hip-Hop Albums et 2e au Billboard 200 et a été certifié disque de platine par la RIAA le 9 février 2004.
Cet opus se distingue des productions solos des autres membres du Wu-Tang Clan par le fait que la plupart des samples utilisés sont des « classiques » des films de la blaxploitation. Il est entièrement produit par RZA, à l'exception d'un titre, Fish, produit par True Master.

## Liste des titres
| No  | Titre                                                              | Contient un (des) sample(s) de | Durée |
| --- | ------------------------------------------------------------------ | --- | ----- |
| 1.  | Iron Maiden (featuring Raekwon et Cappadonna)                      | Gotta Find a New World d'Al Green | 4:46  |
| 2.  | Wildflower (featuring Scotty Wotty et Jamie Sommers)               | | 3:26  |
| 3.  | The Faster Blade                                                   | Can't Go No Further and Do No Better des Persuaders | 2:27  |
| 4.  | 260 (featuring Raekwon)                                            | You Ought to Be With Me d'Al Green | 2:46  |
| 5.  | Assassination Day (featuring Inspectah Deck, RZA et Raekwon)       | Pledge of Allegiance du United States Flag Code | 4:18  |
| 6.  | Poisonous Darts                                                    | | 2:15  |
| 7.  | Winter Warz (featuring Raekwon, U-God, Masta Killa et Cappadonna)  | I Think I'd Do It de Z. Z. Hill | 4:40  |
| 8.  | Box in Hand (featuring The Force M.D.s, Raekwon et Method Man)     | Never Can Say Goodbye des Jackson Five Release Yo' Delf de Method Man featuring Blue Raspberry | 3:14  |
| 9.  | Fish (featuring Raekwon et Cappadonna)                             | A Change Is Gonna Come d'Otis Redding A Jackass Gets His Oats des Amazing Rhythm Aces | 3:50  |
| 10. | Camay (featuring Cappadonna et Raekwon)                            | I've Been Watchin' You du Southside Movement Can't We Try de Teddy Pendergrass | 4:34  |
| 11. | Daytona 500 (featuring The Force M.D.s, Raekwon et Cappadonna)     | Nautilus de Bob James Turn the Beat Around de Vicki Sue Robinson The Lady in My Life de Michael Jackson Da Mystery of Chessboxin' du Wu-Tang Clan Incarcerated Scarfaces de Raekwon Ice Water de Raekwon featuring Ghostface Killah et Cappadonna | 4:40  |
| 12. | Motherless Child (featuring Raekwon)                               | | 3:45  |
| 13. | Black Jesus (featuring Popa Wu, Raekwon et U-God)                  | Riot des Blackbyrds | 4:37  |
| 14. | After the Smoke Is Clear (featuring The Delfonics, Raekwon et RZA) | What Becomes of the Brokenhearted de Jimmy Ruffin | 3:17  |
| 15. | All That I Got Is You (featuring Mary J. Blige et Popa Wu)         | Maybe Tomorrow des Jackson Five | 5:21  |
| 16. | The Soul Controller (featuring The Force M.D.s)                    | A Change Is Gonna Come de Sam Cooke Remember Me de Patrick Doyle | 6:50  |
| 17. | Marvel (featuring RZA)                                             | | 5:10  |